# George Musgrove
George Musgrove (* 21. Januar 1854 in London; † 21. Januar 1916 in Sydney) war ein australischer Theater- und Opernunternehmer englischer Herkunft.

## Leben
Musgrove entstammte einer Theaterfamilie. Seine Großmutter, die mit dem Komponisten George Hodson verheiratet war, war eine Nichte der Schauspielerin Sarah Siddons. Ihre Kinder George und Henrietta Hodson waren Schauspieler, Georgina Hodson, die mit William Saurin Lyster verheiratet war, war eine Sängerin. Georges Mutter Fanny, gleichfalls als Schauspielerin bekannt, heiratete den Buchhalter Thomas John Watson Musgrove und ging mit ihrer Familie 1866 nach Australien, als Musgrove 12 Jahre alt war. Seine Geschwister Harry, Arthur, Frank und Charles machten dort gleich ihm eine Laufbahn beim Theater.
George Musgrove arbeitete zunächst als Kartenverkäufer in Lysters Opernunternehmen und heiratete zwanzigjährig Emeliy Knight. Mit ihr hatte er drei Töchter, von denen Rosa Musgrove später eine Laufbahn als Schauspielerin und Sängerin einschlug. 1877–78 tourte er mit Emily Soldene durch Australien. 1880 reiste er nach London, erwarb die Aufführungsrechte für Jacques Offenbachs Operette La Fille du Tambour-Major und engagierte eine Schauspieltruppe, mit der er das Werk im Dezember des Jahres am Melbourne Opera House auf die Bühne brachte und mehr als einhundertmal aufführte. Für die nachfolgende Aufführungstour engagierte er erstmals die junge Nellie Stewart.
1882 schloss er sich mit James Cassius Williamson und Arthur Garner zum berühmten Triumvirat zusammen, das in den Folgejahren zahlreiche Theaterstücke und Operetten auf die Bühne brachte. Ihre populärste Darstellerin wurde Nellie Stewart. 1885 managte Musgrove eine Konzerttournee des Geigers Johann Kruse durch Australien. Dessen Begleiterin war die Sängerin Mrs. Armstrong, die später als Nellie Melba berühmt wurde.
1886 baute das Triumvirat das Princess Theatre in Melbourne nach Plänen von William Pitt wieder auf. 1889 eröffnete sie das Haus mit Henrik Ibsens Nora mit der Schauspielerin Janet Achurch. 1889 trennte sich Musgrove vom Triumvirat und reiste mit Nellie Stewart nach London, die dort am West End debütierte. Er selbst unterzeichnete bei der Gaiety Theatre Company einen Vertrag für eine zweite Tour in die britischen Kolonien.
Nach seiner Rückkehr nach Australien brachte er Paul Jones mit Marion Burton und Nellie Stewart auf die Bühne und schloss 1892 eine neue Partnerschaft mit Williamson, die bis 1899 hielt. Er hielt sich in dieser Zeit häufig in London auf und brachte Nellie Stewart mit  Blue Eyed Susan an der Prince of Wales Theatre und mit Forty Thieves ans Drury Lane. 1893 wurde ihre gemeinsame Tochter Nancye, später gleichfalls eine erfolgreiche Schauspielerin, geboren. Am Broadway hatte Musgrove  einen Misserfolg mit The Belle of New York, brachte das Stück jedoch 1898 ans West End. Die Schließung des gemeinsam betriebenen Princess Theatre in Melbourne brachte 1899 das Ende der Zusammenarbeit mit Williamson.
Im Mai 1900 eröffnete Musgrove das Princess neu mit Aufführungen von Richard Wagners Tannhäuser und Der fliegende Holländer. Im Folgejahr fungierte er als Director of Amusements bei einem Besuch des Duke of York und künftigen Königs Georg V. in Australien. 1902 managte er eine Konzerttournee von Nellie Melba durch Australien und präsentierte Nellie Stewart in dem Stück Sweet Nell of Old Drury, das in den folgenden dreißig Jahren immer wieder zur Aufführung kam.
Mit seiner 1907 gegründeten Royal Grand Opera Company brachte er erstmals Engelbert Humperdincks Hänsel und Gretel, Wagners Die Walküre und Charles Gounods Roméo et Juliette auf eine australische Bühne. 1911 produzierte er eine Filmversion von Sweet Nell of Old Drury, von der aber keine Kopie mehr existiert. Nach verschiedenen finanziellen Fehlschlägen ruinierte ihn der Versuch, ein Theater-Café in Darlinghurst zu bauen und der durch den Ausbruch des Ersten Weltkrieges bedingte Misserfolg einer Aufführung von David Belascos Du Barry. Seinen gesamten Fundus kaufte Williamson für £1000 auf, und Musgrave starb 1916 verarmt in Sydney.